# 사이타마 시립 박물관

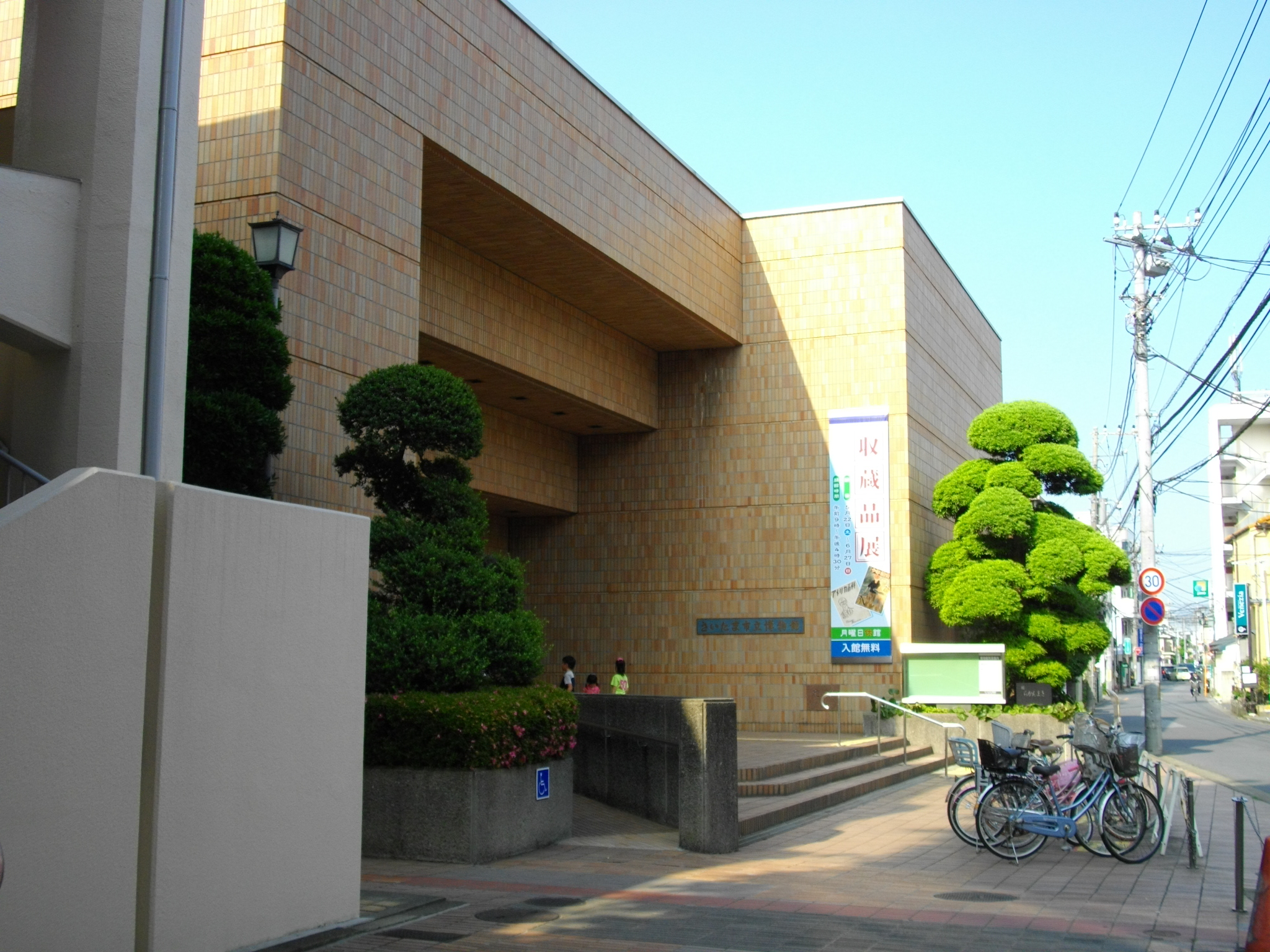
사이타마 시립 박물관

사이타마 시립 박물관(일본어: さいたま市立博物館 사이타마시리쓰하쿠바쓰칸[*])은 일본 사이타마현 사이타마시 오미야구에 있는 박물관이다.

## 개요
지하 1층은 상설 전시실로되어 있으며, 사이타마 지역의 역사, 민속에 관한 자료가 전시 되어있다. 1층에는 특별전, 기획전이 열리는 경우에만 사용되는 특수 전시실과 라운지가있다.